# تلك القبعات الفظيعة
تلك القبعات الفظيعة (بالإنجليزية: Those Awful Hats) هو فيلم أبيض وأسود كوميدي أمريكي قصير أنتج عام 1909 من إخراج ديفيد غريفيث وبطولة ماك سينيت. تدور أحداث الفيلم في دار سينما صغيرة مزدحمة، حيث ينشغل الحضور بسيدات في المقاعد الأولى يرتدون قبعات كبيرة وفاخرة تعيق رؤية الجميع للشاشة، وينشأ عن ذلك حالة من الفوضى العارمة. وينتهي الفيلم ببطاقة عنوان تقول "الرجاء من السيدات إزالة قبعاتهن"، توجد نسخة من الفيلم في أرشيف الأفلام بمكتبة الكونجرس.

## فريق التمثيل
- ماك سينيت في دور رجل يرتدي بدلة مربعة النقش
- فلورا فينش بدور المرأة ذات القبعة الأكبر
- ليندا أرفيدسون في دور أحد جمهور عرض السينمائي
- جون ر. كامبسون في دور أحد جمهور عرض السينمائي
- جورج جيبهاردت في دور أحد جمهور عرض السينمائي
- روبرت هارون في دور أحد جمهور عرض السينمائي
- أنيتا هندري في دور أحد جمهور عرض السينمائي
- تشارلز إنسلي في دور أحد جمهور عرض السينمائي
- آرثر ف. جونسون في دور أحد جمهور عرض السينمائي
- فلورنسا لورانس في دور أحد جمهور عرض السينمائي
- جيرترود روبنسون في دور أحد جمهور عرض السينمائي
- دوروثي ويست في دور أحد جمهور عرض السينمائي

## روابط خارجية
- تلك القبعات الفظيعة  في قاعدة بيانات الأفلام على الإنترنت (بالإنجليزية)
- تلك القبعات الفظيعة على موقع يوتيوب